# A2DP
A2DP (Advanced Audio Distribution Profile) ist ein Bluetooth-Profil und eine herstellerübergreifende Technik, die es erlaubt, Stereo-Audio-Signale drahtlos via Bluetooth an ein entsprechendes Empfangsgerät zu senden. Man unterscheidet zwischen:
- Quellen (Sender) (A2DP-SRC: Advanced Audio Distribution Source) und
- Senken (Empfänger) (A2DP-SNK: Advanced Audio Distribution Sink).

Eine Quelle kann beispielsweise ein Bluetooth-Mobiltelefon sein, das Audio-Signale an ein Bluetooth-Headset oder an ein Autoradio (Empfänger) sendet.
Das erlaubte Übertragungsformat der Audiodateien wird dabei in der A2DP-Spezifikation definiert.
Zwingend notwendig definiert A2DP den sogenannten SBC-Codec zum Übertragen der Audiodaten. MP3 ist ein optional unterstützter Codec, ebenso wie AAC und aptX. Geräte transportieren aus diesem Grunde die Daten meist im SBC-Format.
Häufig wird dieses Profil gemeinsam mit AVRCP eingesetzt, um die Quelle fernsteuern zu können.

## Unterstützung durch Betriebssysteme (nur Quelle, nicht Senke)
- Das A2DP-Protokoll wird ab Windows 8 und neuer nativ unterstützt.

- Linux unterstützt den Standard über BlueZ in Verbindung mit ALSA oder PulseAudio.

- Auf dem Mac wird A2DP seit Mac OS X Leopard nativ unterstützt. Zur Übertragung sind neben SBC auch AAC und aptX möglich.

- Android unterstützt A2DP seit Version 1.5.

- iPhone und iPad unterstützen ab Betriebssystemversion iOS 3.0 A2DP.[1][2] Unterstützt werden SBC und AAC.
- Auch Windows Phone 7 unterstützt Advanced Audio Distribution Profile A2DP 1.2 + AVRCP 1.3.[3]

- Ebenso unterstützt Nokia in vielen seiner Geräte mit dem hauseigenen Betriebssystem Symbian den Verbindungsstandard A2DP.

## Qualität der Audio-Übertragung
A2DP-Quellen müssen laut Standard lediglich die verlustbehaftete SBC-Kodierung unterstützen, die lizenzfrei eingesetzt werden kann. Daher scheuen viele Gerätehersteller die zusätzliche Unterstützung alternativer Encoder wie MP3, AAC oder aptX. Wenn nicht beide Geräte ein gleiches alternatives Format unterstützen, muss die auf dem sendenden Gerät meist in komprimierter Form gespeicherte Musik des Nutzers zuerst dekomprimiert und danach mit dem SBC-Algorithmus erneut für die Bluetooth-Übertragung verlustbehaftet komprimiert werden. Dies kann in der Theorie einen Verlust in der Klangqualität (Generationsverlust) mit sich bringen. Die mögliche Bitrate der SBC-Codierung ist mit bis zu 345 kBit/s jedoch sehr hoch, so dass der Verlust bei Geräten, die diese auch nutzen, im nicht mehr hörbaren Bereich liegt.
Bei Verwendung des nicht von allen Geräten unterstützten AptX-Codecs ist die Qualität laut Hersteller der CD ebenbürtig.
Neuere Entwicklungen für Codecs mit höheren Bitraten und potenziell besserer Klangqualität sind
- AptX-HD[6] (24 bit, 48 kHz, 576 kbit/s),
- LDAC[7] (24 bit, 96 kHz, 330/660/990 kbit/s) und
- LHDC[8] (24 bit, 96 kHz, 900 kbit/s)
- UAT[9] (24 bit, 192 kHz, 1200 kbit/s)

Das Finden passender Gerätepaare für Sender und Empfänger ist aber recht schwierig, da nur wenige Hersteller mehr als einen der weiterentwickelten Codecs unterstützen.

## Unterstützung von erweiterten Codecs durch Hardware ohne Umwandlung in analoge Signale
Obwohl es eine Reihe von Geräten gibt, die erweiterte Codecs empfangen können, ist die Anzahl der Geräte, die diese Senden können, eher begrenzt.
Viele Sender unterstützen lediglich die Übertragung eines analogen Eingangssignals in erweiterten Codecs. Digitale Anbindungen z. B. per USB an Computer-Hardware ist selten.
Beispiele für Geräte, die über USB angebunden erweiterte Codecs per Bluetooth senden können
- Hiby R2/R3 (AptX, AptX HD, LDAC, LHDC, UAT) (eigentlich ein Digital Audio Player)
- Fiio BTA30 Pro[10] (AptX, AptX HD, LDAC)

## Unterstützung von erweiterten Codecs durch Software (nur Quelle, nicht Senke)
Eine direkte Anbindung über die Bluetooth-Funktionalität eines Microsoft Windows Computers ist möglich.
So können auch Multikanalquellen, die durch eine Raumsimulation in ein Kopfhörersignal gewandelt wurden, oder Dolby Atmos Streams diverser Streaming-Dienste in hoher Qualität kabellos weiterübertragen werden, z. B. mit:
- Alternative A2DP Driver[11]